# Società d'esplorazione commerciale in Africa
La Società d’Esplorazione Commerciale in Africa (in sigla SESCA) fu un’associazione privata senza scopo di lucro attiva, sotto varie denominazioni, dal 1879 al 1928. La SESCA era dedicata a promuovere la penetrazione economica italiana in Africa e nel mondo, e costituì uno dei centri lobbistici dietro all’espansione coloniale italiana a fine Ottocento.

## Il contesto
Negli anni ’70 dell’Ottocento l’Italia era appena uscita dalla fase turbolenta dell’Unificazione. Sebbene fosse ancora un paese prevalentemente agricolo, e povero per gli standard dell’Europa occidentale, possedeva alcuni nuclei di industrializzazione, prevalentemente concentrati nel Nord-Ovest e specializzati nel settore tessile. I proprietari di queste fabbriche chiedevano un maggiore sostegno statale per tutelare le loro attività dalla concorrenza estera, e dopo il passaggio del potere dalla Destra alla Sinistra storica (1876) il governo gli concesse una maggiore protezione daziaria. Nel corso degli anni ’70-’90, pur nel contesto di un generale rallentamento economico a livello globale e di scontri sociali in Italia, l’industria italiana visse una fase di modesta espansione, in particolare nei settori tessile, siderurgico e meccanico, a cui si sarebbero presto aggiunti quello chimico ed elettrico. Sebbene la distanza fra i paesi già industrializzati e l’Italia restasse comunque elevata (solo a partire dal 1894 l’Italia esportò più prodotti tessili di quelli che importò), alcuni industriali temevano già future crisi di sovrapproduzione, e cominciarono a cercare nuovi mercati per i loro prodotti.

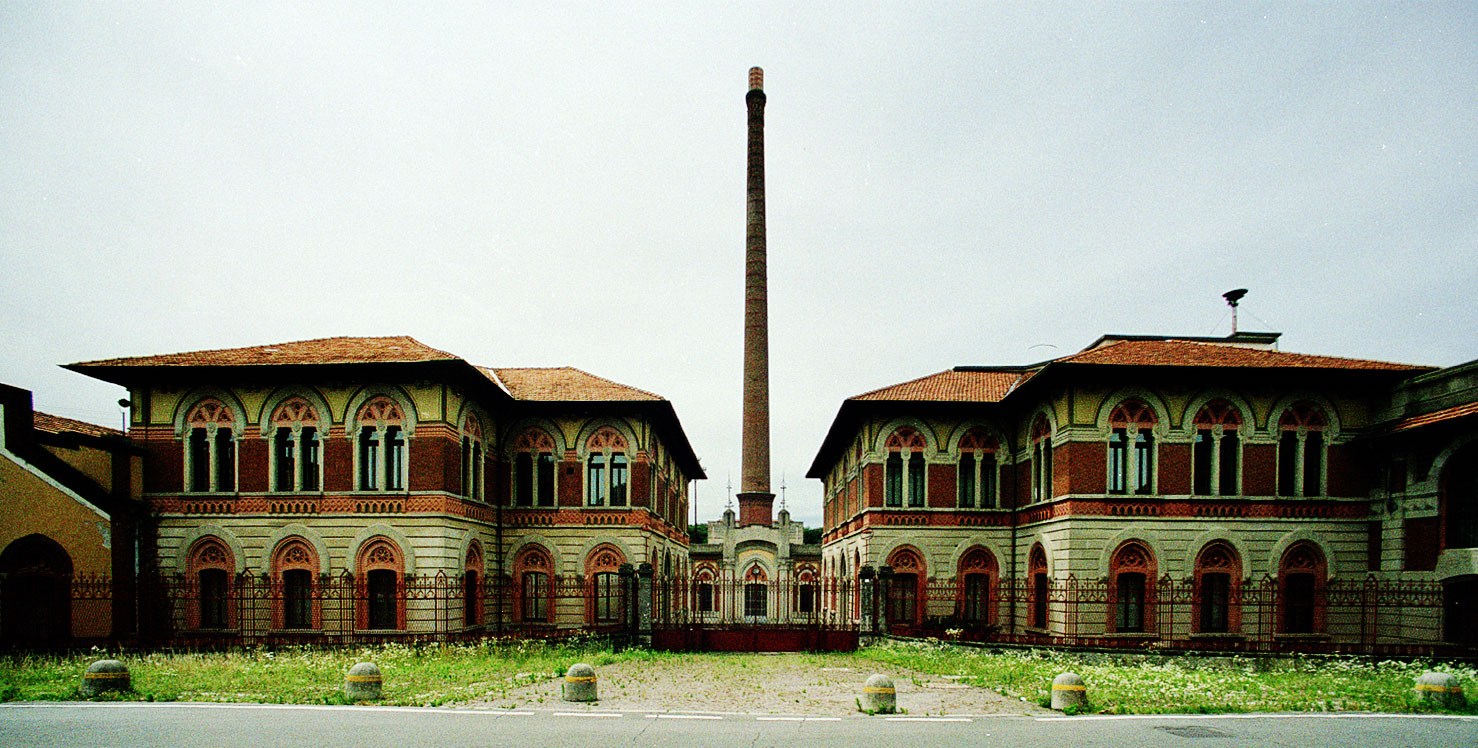
Una delle fabbriche costruite in questo periodo, il cotonificio di Crespi d'Adda

Nel frattempo, la fase di esplorazioni europee in Africa si avviava al suo culmine. La seconda metà dell’Ottocento vide varie associazioni geografiche europee (come la Royal Society inglese e la Société de Géographie francese) promuovere spedizioni scientifiche all’interno del continente: lo scopo non era solo individuare i dati essenziali della geografia africana, come l’ubicazione delle sorgenti del Nilo o del Congo, ma anche raccogliere informazioni sulla società, l’economia, la fauna e la flora locale. Fu in quel contesto che si svolsero i viaggi di figure come Livingstone, Stanley, Speke e Barth. Anche in Italia sorse una società geografica nazionale, la Società Geografica Italiana (SGI), che nel 1876 inviò una spedizione in Etiopia, con l’obiettivo di raggiungere da lì la regione dei Grandi Laghi.

Queste spedizioni spesso non avevano obiettivi politici diretti: anche quando gli esploratori manifestavano una mentalità razzista ed eurocentrica, non necessariamente avevano intenzione di conquistare i territori in cui viaggiavano. La penetrazione economica e l’evangelizzazione erano obiettivi molto più diffusi (lo stesso Livingstone era un missionario). Anche l’esplorazione condotta con fini puramente “scientifici”, tuttavia, aveva una valenza politica, in quanto aumentava il prestigio internazionale del paese che la promuoveva. Anche le attività della SGI, da questo punto di vista, erano inquadrabili come un’attività patriottica.

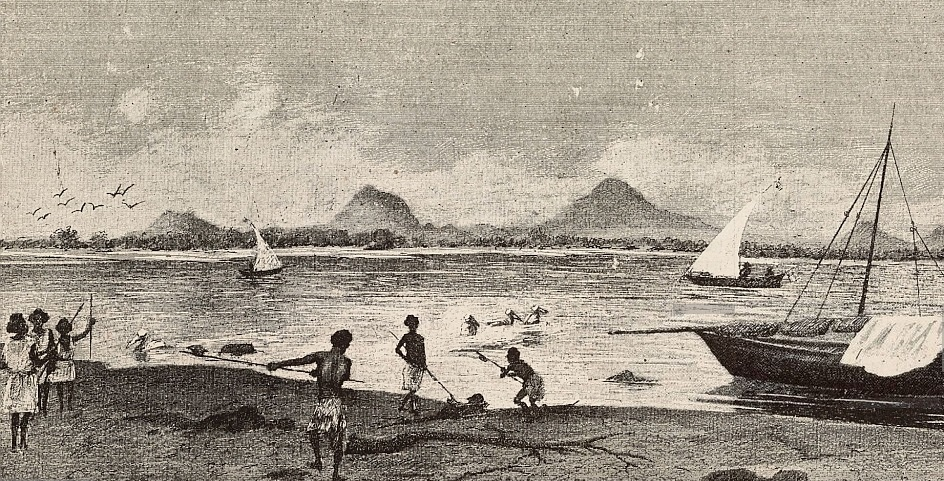
Assab in un'incisione degli anni '80 dell'Ottocento

Fu solo col tempo che si affermò un nuovo tipo di imperialismo, e che gli stati europei conquistarono gran parte del territorio africano. La spartizione del continente ebbe luogo principalmente negli ultimi vent’anni dell’Ottocento, e uno dei suoi motori principali fu la rivalità fra i vari paesi europei, che erano spinti a espandersi il più velocemente possibile, prima che lo facessero i rivali. Dato che buona parte della classe dirigente italiana ambiva a un ruolo più attivo in politica estera, e a far considerare il paese una grande potenza su un piano di parità con le altre, anche in Italia nacque una corrente d’opinione a favore di un’espansione coloniale. Già dal 1869 del resto la compagnia di navigazione genovese Rubattino, con l’appoggio del governo, aveva acquistato la baia di Assab, nel Mar Rosso.

Fu in questo contesto che si formò la SESCA. In un periodo in cui si stava passando dalla fase delle esplorazioni geografiche alle conquiste coloniali, c’era una parte della classe dirigente italiana disposta a finanziare viaggiatori che stringessero legami commerciali con l’Africa. L’obiettivo era sostenere l’industria nascente, tenere il passo con gli altri paesi europei, o più genericamente promuovere l’espansione italiana.

## La fondazione
Nel luglio 1877 Manfredo Camperio, possidente milanese e consigliere della SGI, fondò la rivista “L’esploratore: giornale di viaggi e geografia commerciale”, che aveva l’obiettivo di diffondere informazioni sugli sviluppi delle esplorazioni geografiche e sui nuovi mercati che esse aprivano. Qualche mese dopo la SGI istituì formalmente una sezione dedicata alla geografia commerciale, che però non svolse mai alcuna attività. La SGI aveva allora appena finanziato una spedizione in Africa, guidata da Orazio Antinori, che in quel momento era arrivata alla corte del negus Menelik dello Scioa: essa però, oltre a incontrare vari problemi logistici, non aveva scopi commerciali, e non prometteva di avere alcuna ricaduta economica diretta.

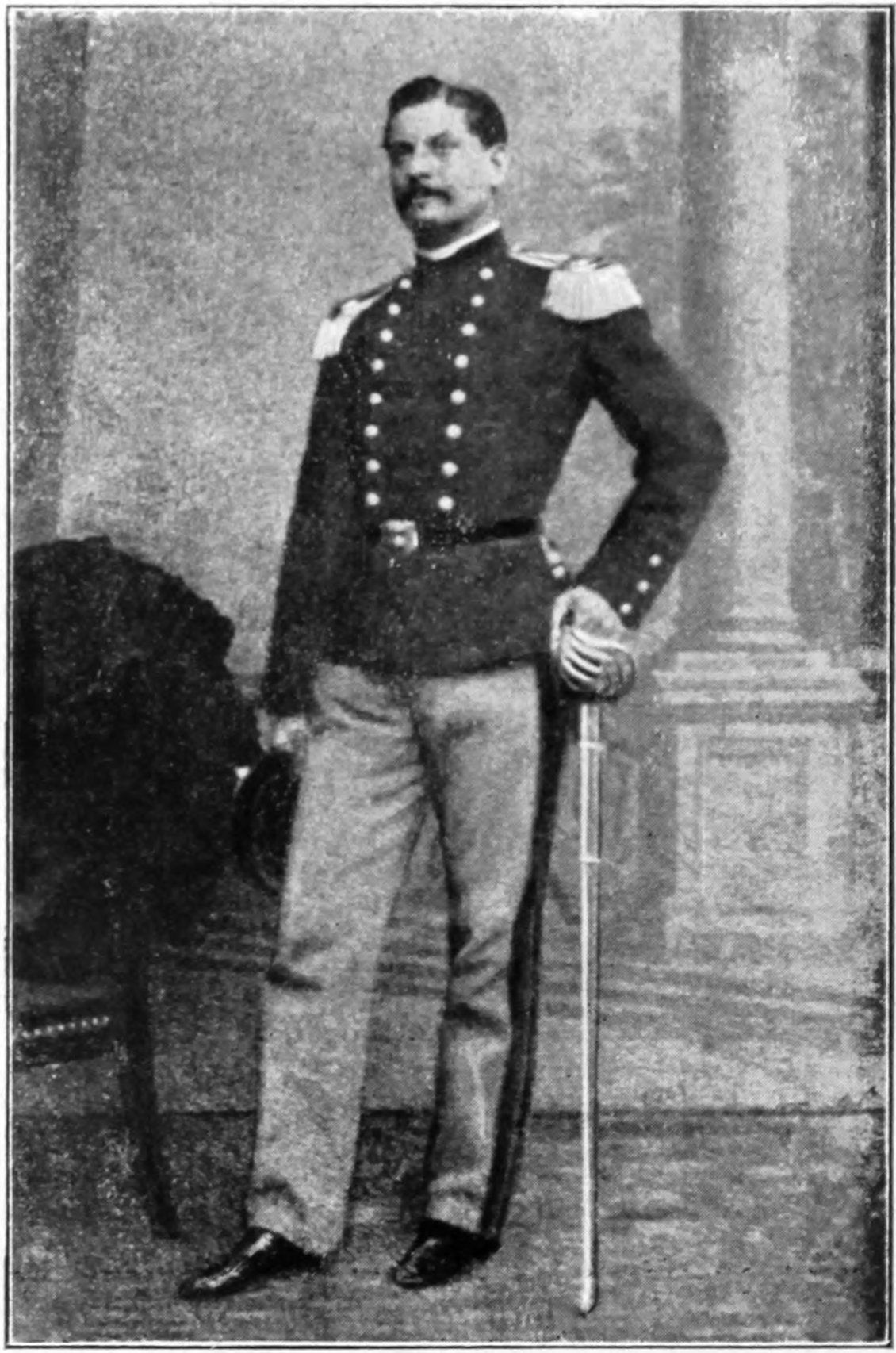
Manfredo Camperio, uno dei principali promotori della SESCA

Nel settembre del 1878 Luigi Canzi, un deputato lombardo, propose con un articolo sul quotidiano economico “Il Sole” di inviare un’altra spedizione in Africa: anch’essa, come quella di Antinori, doveva dirigersi nella regione dello Scioa, ma a differenza di essa doveva portare con sé un ampio campionario di prodotti italiani da vendere, e raccogliere informazioni sui mercati locali. Camperio, ancora consigliere della SGI, si unì subito al progetto, e il 3 ottobre 1878, nella sede della Camera di Commercio di Milano, si istituì un comitato organizzatore, che raccolse varie adesioni fra gli imprenditori lombardi: in esso infatti sedevano, ad esempio, Giovanni Battista Pirelli (industriale della gomma), Angelo Comelli (direttore del lanificio Rossi), Ernesto Turati (industriale del cotone) e Carlo Antongini (negoziante di seta). Come direttore, fu eletto l’industriale chimico Carlo Erba. La spedizione fu organizzata molto velocemente, in modo da poter essere operativa prima dell’estate (quando in Etiopia iniziava la stagione delle piogge), e partì già a novembre. Una volta conclusa questa fase, si poté procedere alla fondazione formale della Società di Esplorazione Commerciale in Africa, che avvenne il 2 febbraio 1879.

La società, a cui ci si poteva iscrivere liberamente versando una quota annuale, aveva lo scopo di raccogliere informazioni sugli scambi commerciali con l’Africa. Era prevista la possibilità di inviare spedizioni (come quella appena partita), stabilire stazioni commerciali, i cui eventuali profitti avrebbero dovuto accrescere il capitale sociale, e raccogliere campioni di prodotti, che i soci avevano diritto a consultare.

La SESCA, che nel 1882 inglobò anche un’altra società scientifica milanese (la Società Promotrice di Esplorazioni Scientifiche diretta dall’entomologo Emilio Cornalia), raccolse qualche centinaio di soci: il record fu toccato nel 1882 con 664. Oltre la metà di essi proveniva da Milano, e la grande maggioranza in ogni caso era lombarda. Molti di essi erano attivi nelle industrie, in particolare in quelle tessili, e politicamente di orientamento conservatore.

## La spedizione Matteucci-Bianchi
La prima spedizione della SESCA partì a fine 1878, capitanata dal ravennate Pellegrino Matteucci, un consigliere della SGI, appena tornato da un’esplorazione del Nilo Azzurro. Con lui viaggiavano altre sei persone (di cui due si erano aggregati a spese proprie), che si portavano dietro un variegato campionario di merci italiane, che comprendeva tessuti, nastri, candele, burro e vino. La spedizione sbarcò a Massaua, con l’obiettivo di viaggiare attraverso l’Etiopia centrosettentrionale prima di raggiungere lo Scioa, ma perse molto tempo ad aspettare il permesso di entrare nel paese da parte dell’imperatore Giovanni IV. Anche una volta che la spedizione poté inoltrarsi nell’interno, e farsi ricevere dall’imperatore, i contrasti politici fra Giovanni IV e Menelik le impedirono di proseguire.

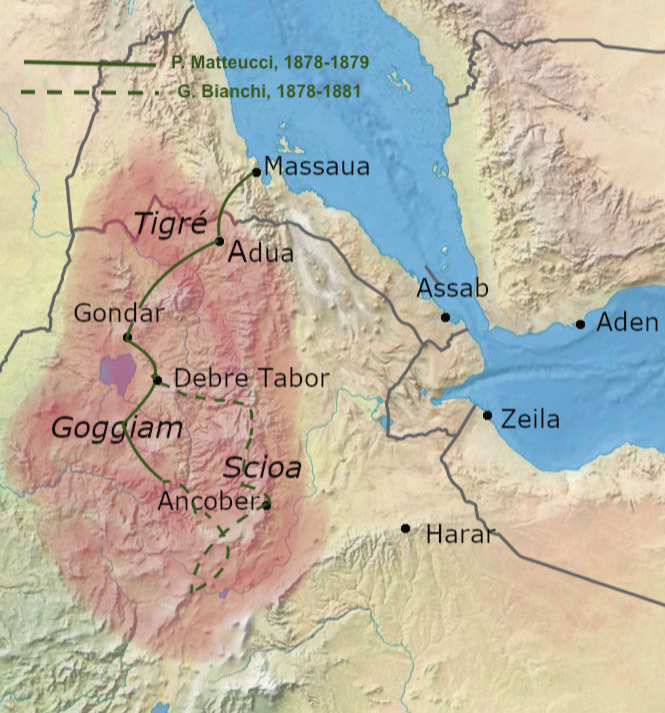
I viaggi di Pellegrini e Bianchi nell'Impero Etiopico (area colorata in rosa)

Una volta arrivata la stagione delle piogge quasi tutti i membri della spedizione ritornarono in Italia, e solo uno di essi, Gustavo Bianchi, scelse di rimanere nel paese, dove continuò a viaggiare per un paio d’anni, raccogliendo dati sull’economia della regione. Nel 1881 ritornò in Italia, dopo aver contribuito, tra l’altro, alla liberazione di un altro esploratore italiano, Antonio Cecchi, che era stato imprigionato in un regno del sud dell’Etiopia. Nel complesso, la spedizione fu un fallimento: come riconobbe Bianchi, in Etiopia non c’era quasi alcuna domanda per i prodotti italiani, e i pochi tessuti e filati che erano richiesti sottostavano comunque a una feroce concorrenza da parte di prodotti simili provenienti da altri paesi.

## La SICA
L’insuccesso non fece desistere la dirigenza della SESCA. Un altro dei membri della spedizione infatti, Enrico Tagliabue, aveva approfittato della sosta a Massaua per fondarvi una piccola società commerciale. Nel 1880 si decise di proseguire su questa strada, e di creare una società che controllasse, come filiali, alcune aziende del genere nella regione. Dato che la SESCA non poteva avere scopo di lucro, si decise di fondare un’associazione “parallela”, la Società Italiana per il Commercio dell’Africa (SICA), una società per azioni che sorse nel 1880 e raccolse capitale da 255 sottoscrittori (per tre quinti membri della SESCA). Dalla SICA dipesero, oltre alla filiale di Massaua, anche un’agenzia a Hodeida, una a Khartum e una a Zanzibar. Tuttavia, dopo soli due anni, la SICA fu sciolta a causa degli scarsi profitti.

## Anni di difficoltà

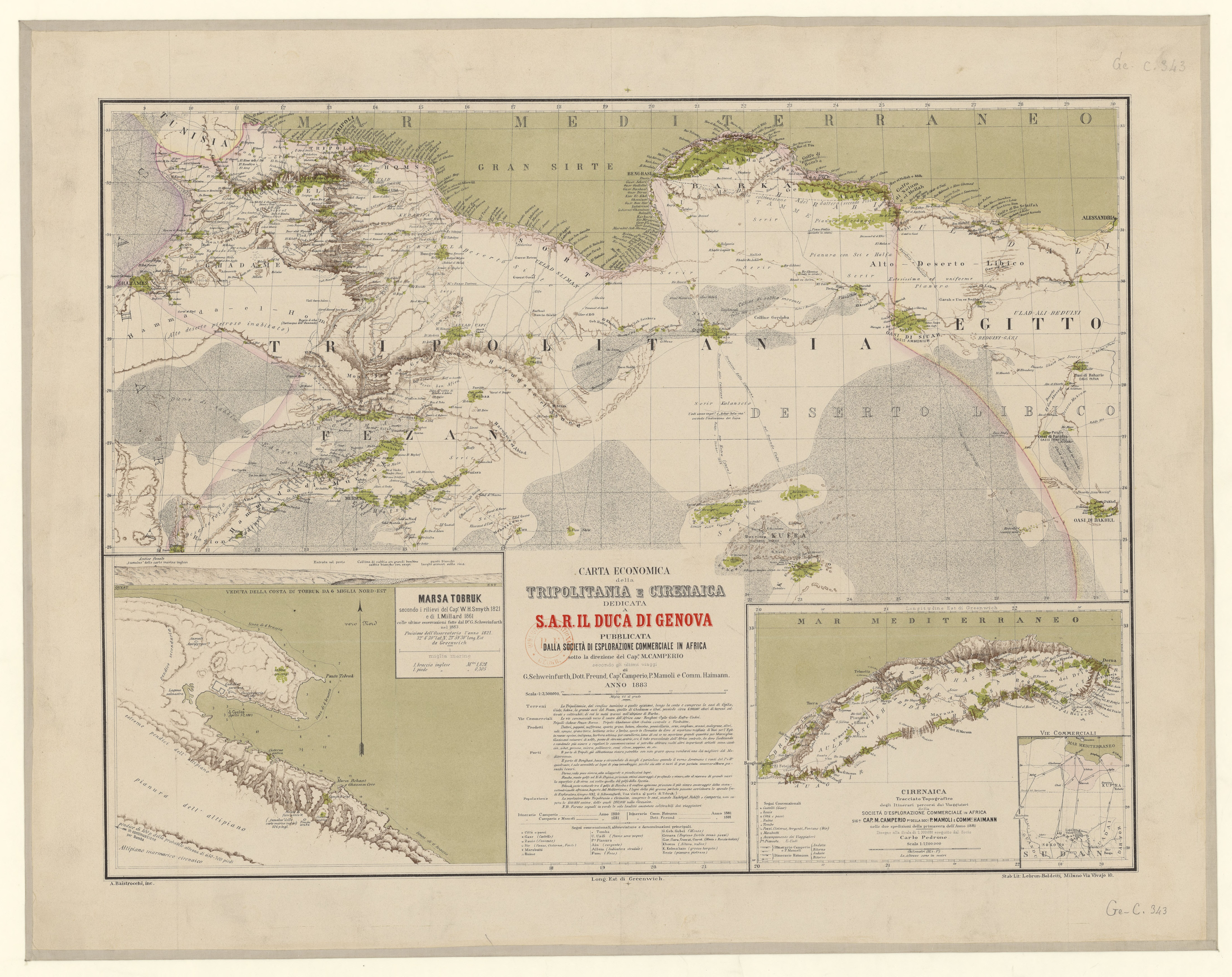
Un esempio della divulgazione geografica della SESCA: cartina e breve descrizione della Libia

Nel corso degli anni ’80 la SESCA intraprese varie attività, ma molte di esse terminarono in un fiasco, a volte con la morte dei partecipanti.
Nei primi mesi del 1881 Manfredo Camperio guidò una spedizione in Cirenaica finanziata dal governo italiano. Scopi della spedizione erano impiantare altre stazioni della SICA, studiare se fosse fattibile promuovere l’emigrazione italiana nella regione, e raccogliere dati sul commercio trans-sahariano. Il governo ottomano però, a cui non sfuggiva il rischio che a queste indagini seguisse un’invasione italiana, ostacolò le attività della spedizione, così come quella dei due delegati che essa lasciò per un paio di anni a Derna e Bengasi.

Nel 1884 Gustavo Bianchi ritornò in Africa, con lo scopo di trovare una strada praticabile che collegasse Assab all’interno dell’Etiopia, attraverso la valle del fiume Golima. Nonostante lo stesso Giovanni IV, ben consapevole della pericolosità della regione, avesse tentato di fargli modificare l’itinerario, Bianchi si attenne ai suoi piani originari, e la sua spedizione fu massacrata dai predoni in Dancalia.

Nel 1886 infine fu lo stesso presidente della società, Pietro Porro, a guidare una spedizione numerosa e armata a Harar. Il viaggio era stato finanziato dal governo italiano, che era intenzionato a stabilire l’influenza italiana nella regione: Harar infatti era appena stata evacuata dalle truppe egiziane., era minacciata di invasione da parte scioana e, in una situazione di instabilità politica, sembrava un facile obiettivo. Pietro Porro e i suoi, però, furono assaliti e uccisi prima ancora di arrivare in città.

La morte violenta del suo presidente fu ovviamente uno shock per la SESCA, che per un po’ si limitò a iniziative meno ambiziose, ma non per questo più fortunate. Per un paio di anni la SESCA organizzò un corso di geografia, diretto ad agenti di commercio che, però nonostante fosse gratuito, fu chiuso per scarsa partecipazione. Nel 1888 inoltre la società bandì un concorso per un’opera sulle colonie: una sola persona partecipò, il cui testo fu ritenuto meritevole solo di un premio di consolazione, e morì in ogni caso prima della premiazione.

## La presidenza Vigoni e la fine della Società

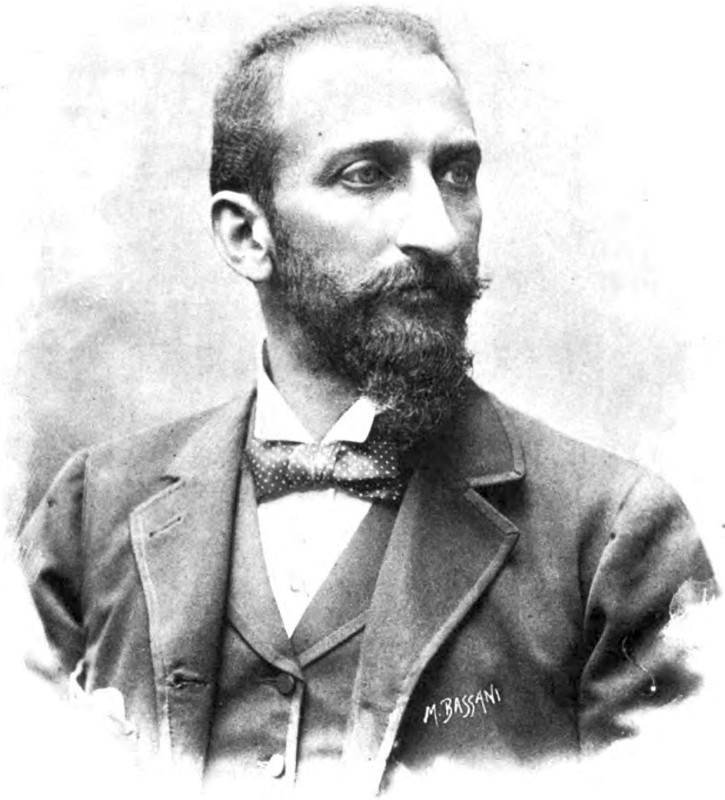
Giuseppe Vigoni

Dal 1887 al 1914 la SESCA fu presieduta da Giuseppe Vigoni, un possidente e viaggiatore lombardo, che negli anni ’90 fu anche sindaco di Milano. Sotto il suo mandato la società cercò di distanziarsi dalla politica colonialista dei governi Crispi, e di promuovere una penetrazione “pacifica” puramente commerciale. Questo non le impedì peraltro di continuare a interessarsi dei territori del nascente impero coloniale italiano. La SESCA finanziò due esplorazioni del corso del Giuba da parte di Ugo Ferrandi, nel 1891 e nel 1892-93, e investì nella Società per il Benadir, che amministrò il protettorato italiano sulla costa somala fra il 1896 e il 1905 (e nel cui comitato direttivo sedevano parecchi membri della SESCA, come Giorgio Mylius o Silvio Benigno Crespi)
. Nel 1895 fondò anche un’agenzia commerciale a Bengasi, che ebbe breve vita. Complessivamente però, nel corso di questo periodo, la SESCA ridusse progressivamente le proprie attività.

La sconfitta di Adua segnò un allontanamento dall’Africa. La SESCA si interessò progressivamente di più di altre aree del mondo, e nel 1898 cambiò addirittura il proprio nome in Società Italiana di Esplorazioni Geografiche e Commerciali. Le sue attività, però, non andavano oltre la compilazione di articoli sul bollettino sociale, e la partecipazione a congressi geografici e coloniali. Poche furono le spedizioni che finanziò, e solo parzialmente: una di Decio Wolinsky in Etiopia nel 1903, e due in Cina, nel 1907-08 e 1909-10, di Giovanni Vacca e Giuseppe De Luigi. Nessuna ottenne dei risultati significativi.

Dopo la morte in carica di Vigoni nel 1914 la società scivolò definitivamente nell’inerzia. Nel 1928 fu sciolta e confluì nell’Istituto Coloniale Fascista.

## Il bollettino sociale

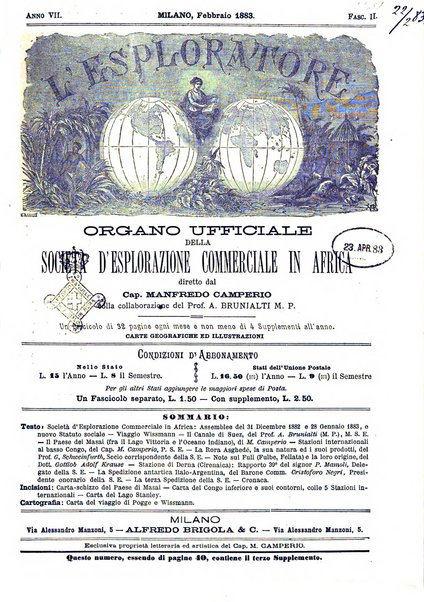
"L'Esploratore", il bollettino della SESCA

Dato il ruolo centrale di Manfredo Camperio nella costituzione della SESCA, non stupisce che la sua rivista “L’Esploratore” abbia pubblicato fin da subito gli atti della società, e fosse diventato il suo organo di stampa. Dal 1882 al 1884 Camperio ricoprì sia la carica di direttore del periodico, che di presidente della società.  Dopo le sue dimissioni per motivi di salute, tuttavia, i contrasti personali tra il nuovo direttore Emilio Parravicino e il nuovo presidente della società Porro condussero la SESCA a interrompere la collaborazione: a partire dal 1886 essa pubblicò per conto proprio una nuova rivista, “L’esplorazione commerciale”, il cui formato era peraltro identico a quello dell’altro foglio. Per un anno le due riviste apparvero in parallelo, ma nel marzo 1887 “L’esploratore” confluì nel nuovo periodico, che da allora in poi fu il bollettino ufficiale della SESCA.

“L’esplorazione commerciale” continuò a essere pubblicato per tutto il periodo di vita della società, anche se con formato e regolarità sempre minori. La maggior parte delle sue edizioni è stata digitalizzata dalla Biblioteca Nazionale Centrale di Roma, ed è liberamente consultabile sulla sua emeroteca digitale.

## Presidenti
- 1879-1880, Carlo Erba[25]
- 1880-1882, vacante, vicepresidenti Cesare Rossi e Manfredo Camperio[63]
- 1882-1884 Manfredo Camperio[64]
- 1885-1886 Pietro Porro[65]
- 1887-1914 Giuseppe Vigoni[66]
- 1914-1924 Antonio Baslini[61]
- 1924-1928 Angelo Carminati[61]